# 我猜我猜我猜猜猜
《我猜我猜我猜猜猜》，簡稱《我猜》，是中國電視公司製播的週六晚間綜藝節目，由王偉忠、詹仁雄、葉心如製作，1996年11月2日開播，2011年3月4日播出最後一集。節目初期的收視率除了第一集以外，並不理想；自吳宗憲加入主持之後，才逐漸受到年輕觀眾歡迎。2008年10月在第43屆金鐘獎獲得電視金鐘獎娛樂綜藝節目主持人獎（吳宗憲、柳翰雅）。2011年3月12日，男主持人吳宗憲回鍋，節目更名為《你猜你猜你猜猜猜》。
《我猜》為台灣以至華語世界最具代表性和當時最長壽的綜藝節目之一。最長壽綜藝節目現在已被《娛樂百分百》打破。

## 播出時間

《我猜我猜我猜猜猜》2007年－2009年11月14日版節目片頭

《我猜我猜我猜猜猜》首播頻道為中視無線台，播出時間多有變動：初期播出時間為每週六19:30~20:30，後曾改為每週六21:30~22:30、每週六21:00~22:30等時段，1997年8月9日改為每週六22:20~23:50，1999年1月2日改為每週六22:10~23:45，2000年代至今播出時間為每週六22:00~0:00。除了中視無線台以外，臺灣地區由中視綜藝台、中天娛樂台重播；臺灣以外地區由台灣宏觀電視重播，香港地區由鳳凰衛視中文台重播，日本地區由樂樂中國重播。
YouTube頻道「台灣經典綜藝」發布《我猜我猜我猜猜猜》中視官方完整版。

## 歷屆主持人
| 日期                           | 主持人 | 主持人            | 主持人            | 備註 |
| ------------------------------ | ------ | ----------------- | ----------------- | --- |
| 1996年11月2日 - 1998年3月      | 龍劭華 | 徐熙媛            | 徐熙娣            | |
| 1998年3月 - 2000年10月         | 吳宗憲 | 徐熙媛            | 徐熙娣            | |
| 2000年12月 - 2001年2月         | 吳宗憲 | 陶晶瑩            | 陶晶瑩            | |
| 2001年4月17日 - 2002年1月      | 吳宗憲 | 柳翰雅            | 徐熙娣            | |
| 2002年1月 - 2002年7月          | 吳宗憲 | 柳翰雅            | S.H.E             | |
| 2002年9月 - 2006年5月          | 吳宗憲 | 柳翰雅            | 楊丞琳            | |
| 2006年5月 - 2007年1月          | 吳宗憲 | 代班              | 楊丞琳            | 因柳翰雅出國讀書而請辭主持人；除了吳宗憲與楊丞琳繼續主持之外，另外一名主持人人選並未確定，暫找來不同女藝人代班。                                                                                 |
| 2007年2月3日 - 2007年7月14日   | 吳宗憲 | 田馥甄 （Hebe）   | 任家萱 （Selina） | 因楊丞琳在戲劇及唱片工作壓力大而請辭主持人（2007年1月20日是楊丞琳參與主持的最後一集），錄影日期為1月22日。                                                                                       |
| 2007年7月21日 - 2007年9月22日  | 吳宗憲 | 代班              | 代班              | 因任家萱、田馥甄和《我猜》的合約到期；除了吳宗憲繼續主持外，另外兩名主持人人選並未確定，暫找來不同藝人（男女不拘）代班。                                                                         |
| 2007年9月29日 - 2008年12月6日  | 吳宗憲 | 柳翰雅            | 代班              | 2007年9月17日 ，《我猜》在中視大樓一樓大廳舉辦「阿雅回來了！重返《我猜》歡迎會」，宣告柳翰雅回任。第三位主持人常由徐凱希(鴨子)或鍾欣怡代班（2008年1月12日為曾之喬）。                            |
| 2008年12月13日 - 2010年1月9日  | 吳宗憲 | 柳翰雅            | 蝴蝶姐姐          | 在2008年12月13日的節目中，吳宗憲說：「『客座教授』有時候客串久了，就變成『主教授』。」蝴蝶姐姐說：「下次報名金鐘獎，記得（送審名單）裡面寫我的名字喔！」意即蝴蝶姐姐已成為《我猜》的固定主持人。 |
| 2010年1月16日 - 2010年4月10日  | 吳宗憲 | 柳翰雅            | 郭書瑤            | 3月13日劉薰愛代班、3月27日安心亞代班 |
| 2010年7月24日 - 2010年10月30日 | 庾澄慶 | 任家萱 （Selina） | 任家萱 （Selina） | |
| 2010年11月5日 - 2011年1月28日  | 庾澄慶 | 陳漢典代班        | 安心亞代班        | 由於Selina在上海拍戲遭灼傷，需要長期休養，將由陳漢典及安心亞暫時成為固定代班主持人，和庾澄慶以兩男一女組合登場。                                                                                 |

## 內容
《我猜》節目內容隨著男主持人的不同而有著明顯的不同，共通點是都有猜謎成分。龍劭華時期的《我猜》，主旨是促進「上一代」與「這一代」的互相交流與理解；吳宗憲時期的《我猜》則完全以「這一代」為主要觀眾，以「這一代」的文化為主體。

### 龍劭華時期
每週邀請六至八位特別來賓（團體或個人皆可），分為「上一代」與「這一代」。兩隊的隊名，前期是自己取的，後期則固定是「以前隊」（BEFORE）與「現在隊」（NOW）。兩隊各由三位特別來賓組成，以總分最高者為優勝，無衛冕制度。各單元名稱及其大致內容如下：
1. 〈兩代大考驗〉：由一隊的出題者準備12個題目，都是有關自己的生活經歷（學生時代的零用錢金額等）、習慣（理財觀念等）、喜歡或討厭的人事物等，問另一隊的答題者。另一隊的答題者必須在「答題室」內接連回答問題，每題答題時間為5秒。
2. 〈兩代大對決〉：由同一個商家的上一代人物與這一代人物（例如某一間餐廳的廚師及其學徒，或是同一個計程車車隊的資深駕駛員與年輕駕駛員）以外景主持人出的同一組題目來對決，由兩隊猜獲勝的是上一代人物還是這一代人物。
3. 〈兩代進步史〉：每週選定一個主題，這一代猜上一代的相關人或物是什麼，上一代猜這一代的相關人或物是什麼。例如〈體罰教育篇〉，這一代猜上一代的成員分別最害怕〈體罰界十大酷刑〉之中的哪一種體罰方式；〈糖果篇〉，這一代猜正確的麥芽糖膏撈法，上一代猜「糖果專賣店」六種糖果中最受兒童歡迎的前三種。[9]
4. 〈兩代差異度〉：在電視牆上顯示兩張逐漸完成的照片，一張是上一代的人或物，一張是這一代的人或物。這一代猜上一代的人或物是什麼，上一代猜這一代的人或物是什麼。每集出三題，上一代與這一代各派一名隊員到電視牆前回答一題。每題各有不同的主題，例如「兩代運動好手」、「兩代知名樂團」、「兩代漫畫人物」。電視牆前有兩堆鈔票分別擺在兩名參賽者面前，兩名參賽者必須在規定的秒數內搶答。隨著時間流逝，大S、小S會分別逐漸移除兩名參賽者面前的鈔票，直到其中一名參賽者答對為止。答對之後，隨即公佈兩方的正確答案，答對者可以得到剩下的鈔票（由龍劭華當場頒發）作為獎金，答錯者則得不到任何獎金。前三秒內答對者，可以得到最高獎金新台幣一萬元。
5. 〈兩代智囊團〉：在電視牆上顯示兩幅逐漸完成的電腦拼圖動畫，這一代猜上一代的拼圖完成之後會出現什麼東西，上一代猜這一代的拼圖完成之後會出現什麼東西。
6. 〈兩代新聞題〉：這一代猜上一代流行過的人或物是什麼，上一代猜這一代正在流行的人或物是什麼。每題各有三個提示。
7. 〈兩代音樂題〉：另外邀請兩組歌唱團體來出題，分別代表上一代與這一代的流行歌曲風格。兩組歌唱團體分別唱一段歌曲，上一代猜代表這一代者所唱的歌曲，這一代猜代表上一代者所唱的歌曲。例如：無印良品將三首校園民歌〈蘭花草〉、〈秋蟬〉、〈外婆的澎湖灣〉的副歌合在一起唱，糯米團唱饒舌舞曲〈明星夢〉，這一代寫出三首校園民歌的原唱者分別是誰，上一代寫出〈明星夢〉歌詞中的三個押「ㄥ」韻的名詞（高凌風、麥克風、媚登峰）。[10]
8. 〈兩代大調查〉：每週推出三個民意調查題目，由製作單位先行街頭訪問，取這一代與上一代各自票選的前三名作為答案。這一代猜上一代票選的第一名，上一代猜這一代票選的第一名。若兩個第一名不同，則兩隊隊員都要作答；若兩個第一名相同，則兩隊各派一人作答。作答者必須站在橫排的三個隔間內把答案寫在厚紙板上，輪流走到投票箱前公佈自己寫的答案，然後把厚紙板投入投票箱。把厚紙板投入投票箱時，答錯者會被噴乾冰作為懲罰，答對者則無懲罰。在正規的三題之外，另有一題「題外題」，猜對者可以挑戰搬獎金，搬多少算多少，但是掉落在地上的獎金不算。
9. 〈吃喝玩樂排行榜〉：外景主持人每週介紹一個「吃喝玩樂」景點，介紹該景點的特色，出一個問題給兩隊猜答案，兩隊各派一人作答即可。例如：介紹一家法國料理餐廳，問題是「松露是用什麼動物找到的」，答案是「豬」；介紹一家「自然環保屋」，從「自然環保屋」展示的灰面隼、家燕與台灣藍鵲等三種鳥類的模型中猜何者是台灣特有種，答案是台灣藍鵲。
10. 〈到未來〉：每週另外邀請一位藝人，讓他可以「返回」到他想回味的某一段時光。這個單元並無猜謎成分。例如王中平想回到小學生時代，製作單位就讓他穿上國小制服，讓他返回母校與當年的導師及現在的該校學生在同一間教室內一起上課。

### 吳宗憲時期
每週邀請五組特別來賓（團體或個人皆可）。各單元名稱如下：
〈三人行不行〉
為主持人之一的S.H.E 量身打造的單元。
〈S.H.E來我家吧〉
為主持人之一的S.H.E 量身打造的單元。
〈真的假不了〉
口號是：「真的假不了，假的不能真。」邀請3~4位台灣奇人異事代表，由主持人請他們個別闡述自己的奇人異事，由五組來賓猜誰說的話是假的。2010年2月停播。
從該單元被發掘的台灣許多新生代藝人有：柯家恩。
〈人不可貌相〉
猜謎單元，口號是：「人不可貌相，海水不可斗量。」2010年2月6日（第687集）以前為「五選一」形式，2010年2月20日（第688集）改為「二選一」形式，2010年2月27日（第689集）改名為〈真假選邊站〉，2010年3月6日（第690集）再次改名為〈人不可貌相〉且改為「三選一」形式。
「五選一」形式的規則如下：每週設定一個主題（例如「少男系女孩」、「少女系男孩」），從預賽中挑選五位或五組參賽者上台接受主持人訪問，請五組來賓依照當天的題目來猜哪一位或哪一組參賽者才是正確答案。五位或五組參賽者上台之前，主持人會先帶領大家看一段可點名該題目的短片，該短片稱為「傳奇」。五組來賓評選的方式有兩種：
1. 第一種是五組來賓手上各有一個象徵新台幣三千元的古銅色硬幣形籌碼，放在各自選定的參賽者的面前。答案揭曉後，無論有無來賓猜對，參賽者皆可獲得自己面前全部籌碼金額的等值獎金作為「車馬費」。答案揭曉後，有時會有「陪審團大獎」，送一個旅遊行程給五組來賓共同選定的參賽者。
2. 第二種是五組來賓手上各有標示1至5的五支小牌子，舉了幾號牌就是選定幾號參賽者。吳宗憲倒數5秒後，揭曉答案。猜對者無獎品或獎金，猜錯者會被噴乾冰。

「二選一」形式的規則如下：每集邀請三組受訪者，受訪者兩人一組。五組來賓猜每組受訪者中，誰符合題目的敘述。主持群會問受訪者一些問題請受訪者回答，給五組來賓作參考。五組來賓舉1或2號牌作答。吳宗憲倒數5秒後，揭曉答案。猜對者無獎品或獎金。
台灣許多新生代藝人都是從該單元被發掘。例如：
- 大炳  （經大小S牽線，在節目中表演「吞拳頭」）
- 明道〈男人味帥哥-1999年〉[11]
- 陳怡蓉〈徵選周杰倫〈龍捲風〉MV女主角〉
- 吳佩慈〈真假選邊站〉
- 阿曼達·斯特朗（陳冠希電影《願望樹》女主角）
- 夏雨喬〈夢幻國中美少女〉
- 楊千霈、劉容嘉〈校花搜查線〉
- 李佳穎〈笑顏美少女〉
- 黃小柔、楊丞琳〈健康美少女選拔－1999/08/09〉[12]
- 林依晨〈捷運美少女－2000年8月〉
- Hebe、賴雅妍〈無厘頭美少女－2000年〉[13]
- 馮媛甄〈超桃花美少女－2002年〉 [14]
- 郭彥均、郭彥甫
- 安鈞璨 (已解散的可米小子成員)〈漫畫〉
- 沈建宏(現屬多利安事務所)〈國小〉
- 陳翊萱〈長得像混血兒〉
- 邵雨薇、蔡黃汝（吸金系!!超人氣店花－第629集）[15]
- 賴薇如〈超甜美!蜜桃女孩〉[16]
- 屈旻潔〈迷死人不償命!少男殺手〉[17]
- 田代加愛子（江美琪〈第一百零一個答案〉MV女主角） 〈天之驕女〉
- 小蠻（前黑Girl成員，現為伊林模特兒經紀公司模特兒）〈超成熟漂亮小女生－2002/06/15〉[18]
- 陳意涵 〈超迷人!!漫畫美少女－2002/08/10〉[19]
- 安心亞〈不思議!醜女大翻身－2003/10/4〉[20]
- 彤彤 （前黑Girl成員）〈活力四射!嘻哈美少女－2004/01/31〉[21]
- 蔓蔓（前我愛黑澀會成員）〈Happy Angel－2004/04/03〉 [22]
- 徐宛鈴（星光幫、前我愛黑澀會成員）〈啦啦隊美少女－2005/05/21〉
- 洪詩（我愛黑澀會成員）〈虎牙美女－2005/05/28〉[23]
- 丫頭（黑Girl成員）〈超酥麻！娃娃音美女－2005/06/18〉[24]
- 林逸欣 〈超氣質!!音樂系美女－2005/07/16〉[25]
- 鬼鬼 （前黑Girl成員）〈超sweet！笑顏美女－2006/01/21〉[26]
- 米奇（前我愛黑澀會成員）〈超Sweet!!笑顏美女－2006/01/21〉
- 郭雪芙〈大翻身!!麻雀變公主/猜誰是廣告模特兒?!－2008/05/31〉[27]
- 白緯芬、白緯玲（女子團體BY2） (天生一對！完美雙胞胎－2008/06/07〉（第601集）[28]
- 邵庭 〈超魅力！校花美女－2008/04/19〉[29]
- 瑤瑤 〈超酥麻!!嗲嗲美少女－2008/09/13〉[30][31]
- 陳語安〈制服美女大搜查!!－2009/04/11〉[32]
- 小涵（我愛黑澀會成員） 〈半成年！制服美女大變身－2009/05/30〉[33]
- 小豬（我愛黑澀會成員）〈制服美女大搜查!!－2009/10/03〉[34][35]

〈八卦大眼睛〉
口號是：「〈八卦大眼睛〉，尋找大明星。」每週播映三段影片，每段影片長度為10秒，請來賓猜影片中的特定人物是誰。猜錯者會被噴乾冰。揭曉正確答案之後，主持人會請眾來賓講該位特定人物的一個八卦新聞；如果主持人認定這個八卦新聞夠「正點」，講了這個八卦新聞的來賓可獲得著名品牌手錶一支。
〈恐怖生理時鐘〉
每位來賓陸續下場玩的遊戲，參賽者必須憑自己的直覺測出30秒。每段開始前，吳宗憲會倒數5秒，才按下計時器開始計時。開始計時之後，停止計時之前，主持群會連續發問一些問題來干擾參賽者，參賽者必須逐題作答；同時，參賽者身後的氣球便開始充氣，氣球不斷膨脹來干擾參賽者，氣球內有少許紙花。參賽者認為30秒已到的時候就按鈴，吳宗憲立即停止計時，身上的氣球就停止充氣不再膨脹。精準測出29~31秒者，可獲得獎金新台幣兩千或五千元（每週獎金不同）；否則，吳宗憲（有時會串通其他來賓）就會以「聲東擊西」的方式刺破氣球，參賽者同時被噴乾冰，宣告參賽者失敗。所用的計時器，第一次按鈕是開始計時，第二次按鈕是停止計時，第三次按鈕是歸零，每三次按鈕為一循環。
〈變態生理時鐘〉
是〈恐怖生理時鐘〉的「加強版」，每週只有一人參賽，參賽者必須憑自己的直覺測出40秒。所用的計時器與〈恐怖生理時鐘〉完全相同。參賽者必須戴上眼罩，待在一個透明壓克力隔間內，被隔間內的三個不斷膨脹的氣球干擾。開始計時之後，停止計時之前，氣球會一直膨脹。每段開始前，吳宗憲會倒數5秒，才按下計時器開始計時。參賽者認為40秒已到的時候就舉牌，吳宗憲即停止計時，氣球不再膨脹。精準測出40秒者，可獲得獎金新台幣三萬元；否則，吳宗憲就會以「聲東擊西」的方式刺破氣球，參賽者同時被噴乾冰，宣告參賽者失敗。
〈誰是大騙子〉
一位猜者（一位主持人或一位來賓）站在透明壓克力隔間內猜答案，五位出題者（一位主持人與其他來賓）橫排坐在長桌前。五位出題者輪流吃一種食物或一種飲料，讓隔間內的猜者猜誰吃了特定的食物或喝了特定的飲料。透明壓克力隔間旁的電視牆會放大顯示各出題者的表情。五位出題者以自己的演技誤導猜者，猜者可以指定五位出題者中的一人再吃或喝一口。每集出四題；每答對一題，該題答案所在的那一人就被淘汰，最少以兩人為限。猜錯者會被噴乾冰，猜對者即是該集的優勝者。
〈悶水傳話〉
〈誰是大騙子〉的兩位優勝者組成一隊參賽，要與大S、小S合組的一隊競爭。現場會準備一個長方形透明水槽，水槽內盛了八分滿的清水。一人臉部朝下，使整個臉部泡在水中。泡水者回答吳宗憲問的問題，另一人看泡水者的嘴形猜答案。先由〈誰是大騙子〉兩位優勝者組成的一隊參賽，後由大S、小S合組的一隊參賽。在一分鐘之內，若是答對的次數超過大S、小S合組的一隊，則可獲得獎金新台幣一萬元。
〈瘋狂收藏家〉
每週介紹兩位收藏家及其收藏品。其中一位收藏家及其部分收藏品會來到攝影棚內，吳宗憲會問一個與收藏品有關的問題，猜對者無獎勵。
〈二千萬人的為什麼〉
每週探訪一個類型的一些店舖，依據該類型的特質出一個問題，請來賓猜答案，答對者可以當場獲得一個相關的獎勵與新台幣一萬元等值禮券。
例如〈超昂貴！豪華料理探索！〉一集，問題是「鮑魚要在溫度攝氏幾度下才能存活？」答案「4度C」揭曉後，答對者可以獲得新台幣一萬元等值禮券與當場獨享「生吃鮑魚」。
〈二千萬人的秘密〉
同〈二千萬人的為什麼〉，但無猜謎成分。
〈人氣大考驗〉
每週邀請一位藝人坐在保母車內，跟著外景主持人一同出外景。外景主持人挑選一些路人，問一些有關該藝人的問題給路人答，該藝人所在的保母車就在他們身旁。該藝人會在路人不經意的情況下現身在路人面前，給路人驚喜。
〈名偵探摳男〉
參考日本電視動畫《名偵探柯南》拍攝推理短片，每週播出一段影片，請來賓根據影片內的怪異場景與可疑證物來猜誰是真正的兇手。男主角是鍾國洪扮演的「摳男」（戲仿江戶川柯南），有時會有柳翰雅扮演的「壁花小姐」現身。
〈目擊者事件簿〉
前期與〈名偵探摳男〉差不多，後期有拍靈異影片和現場來賓談鬼故事。
〈腦內大革命〉
看一段長達10秒鐘的3D動畫，猜一個成語。有時會出現「趣味題」，以與答案諧音者作為題目，例如「羊沒吐氣」動畫的答案是「揚眉吐氣」。
〈SOS不可能的任務〉
由大S、小S挑戰製作單位指定的任務，例如向任立渝學習播報氣象。
〈三人行不行〉
跟〈SOS不可能的任務〉性質差不多，是由S.H.E來挑戰任務，例如學習啦啦隊舞蹈。
〈偶ｉ火星文〉
即「我愛火星文」，把一段「火星文」翻譯成白話文。
〈美眉愛上課〉
為黑澀會美眉出道後，特別量身訂作的單元。
〈學校沒教的事〉
大致與〈美眉愛上課〉相似。其名稱之來源是取自同一製作團隊製作，苦苓、柳翰雅主持的中視綜藝節目《學校沒教的事》。
〈男人心海底針〉
〈時尚糾察隊〉
兩名著名模特兒在台北市鬧區（西門町廣場為主）隨機找尋穿著特殊的路人，並給予時尚穿著知識，並由現場民眾票選穿著最特殊的路人。
〈誰是K歌王〉
以當天的來賓猜加，並請一名即將發片獲已經發片的歌手出題。主持人選出著名K歌或者出考題歌手的著名K歌作為題目。歌手會唱一段歌詞，而後由來賓來接唱。來賓必須徒手捏爆手中的氣球搶答，並必須接對歌詞，才可獲得新台幣一千元。若無人能接唱，主持人會開放現場觀眾接唱，接唱成功者皆能獲得獎金。
〈你腦部卡好?!〉
2008年9月6日（第613集）開播的猜謎單元。每集播映十段影片，每段影片長度為一秒（題目為高速移動的一組英文字母加數字時）或五秒（題目為一張圖片或一段動畫時）或十秒（題目為一段文字時），問題與答案都在影片中。參賽者必須記憶影片內容，參加搶答。每答對一題，可獲得2000分。累計積分最高者稱為該集「腦部最好的來賓」，可參加「機會v.s.命運」。
「機會v.s.命運」玩法：看板上有兩塊答案牌，正面分別標示「機會」與「命運」，背面分別標示「乘以二」或「乘以二分之一」。參賽者從兩塊答案牌中選一塊。吳宗憲揭曉該塊答案牌的底牌之後，若底牌是「乘以二」，則參賽者累計積分的兩倍即是參賽者獲得的獎金；若底牌是「乘以二分之一」，則參賽者累計積分的二分之一即是參賽者獲得的獎金。
該單元是以相同製作人製作的中天綜合臺益智節目《超級大頭目》當中的「左腦行不行」單元為基礎與發想。
〈食神地圖〉
為了迎合當時台灣美食文化開始興盛，而推出的美食單元，由陳建州（黑人）主持，以外景的模式針對各種飲食店去做訪問與試吃，推薦給觀眾。
〈新誠實運動〉
2009年10月3日開播的新單元。由於身高、體重、年齡為比較隱私的資訊，大部分的人都會在這方面有些善意說謊，因此利用「誠實長頸鹿」驗證是否有在體重上說謊。驗證對象為當天參加棚內錄影來賓與人潮眾多的街頭。外景主持人為CIRCUS其中兩人輪流搭檔。本單元播出後，改為不定時播出，並改以「誠實大象」取代「誠實長頸鹿」。
〈欠扁紀錄王〉
2009年11月28日開播之外景競賽，宗旨為挑戰世界上從未被締造的紀錄，挑戰者將以「追求完美，挑戰極限」為目標挑戰各個比賽項目以創造史上最強的「欠扁紀錄」，優勝者即是該項目的「欠扁紀錄王」。CIRCUS其中三人輪流擔任外景主持人兼參賽者。來賓要猜誰是各個比賽項目的「欠扁紀錄王」，猜錯者會被噴乾冰。
以2009年12月12日為例：第一個比賽項目是「吸力」，挑戰的題目是用5公尺長的吸管喝完500毫升的可樂，最快喝完者為優勝；「賽前測試」的項目是用普通吸管喝下100毫升的可樂，最快喝完者為優勝。該集的第二個比賽項目是立定跳遠，挑戰的題目是在健康步道上立定跳遠，跳最遠者為優勝；「賽前測試」的項目是在柏油路上立定跳遠，跳最遠者為優勝；答錯的男性來賓Gino與黃靖倫被吳宗憲請上台挑戰健康步道立定跳遠，個人成績未滿120公分者須重跳。
〈正妹實驗室〉
2010年1月16日開播之新單元。主要討論：「一般定義的正妹在想什麼？」每集請到〈人不可貌相〉挑選出來的十位美女與當集來賓討論該集主題。
〈寶島特搜 Top 5〉
2010年1月23日開播之新單元。網路中流傳著許多超人氣的神奇寵物，隱身在台灣的各個角落，製作單位費盡千辛萬苦將牠們一一找出。
〈史上最強發明〉
2010年2月20日（第688集）開播之新單元。每集準備幾個無厘頭發明的3D電腦動畫展示影片，同時顯示提示。五組來賓依序猜其功能，猜錯者會被噴乾冰。每一題猜一個發明。作答完畢，則播放短劇揭曉該題答案。劇中角色無論戲份輕重，皆由知名藝人參演。揭曉答案後，來賓舉牌「〇」或「×」表決該物是否實用，「〇」數過半者才算過關。第一集展示的發明有：①「伸縮蟑螂拖鞋」，是在拖鞋尾端加裝伸縮棒，功能是增加以拖鞋打蟑螂時的有效範圍，且避免打蟑螂時的危險動作；②「免洗碗盤餐盤組」，是在防水紙上畫上碗、餐盤等餐具，只要把飯菜盛在餐具圖案上即可（當然不能盛湯），功能是節省水費及餐具開銷，且避免因「誰去洗碗」而起紛爭；③「伸縮自如警戒線」，是以捲尺形式製成的警戒線，最大警戒範圍為50公尺，可以阻止在外拍照時有路人入鏡擋住要拍攝的對象，亦可用於維持車禍現場、穿越沒有斑馬線的馬路等場合。第一集的臨時演員有蔡康永、陳建州、大嘴巴與趙正平。
特別企劃：
〈地獄大考驗〉
康晉榮主持。邀請丁寧等三位各自推出寫真集的女藝人，在攝氏零下20度的冷凍庫中，只穿比基尼泳衣（下半身可添加其他衣物保暖），看誰能最快吃完一碗鉋冰。
〈看你敢不敢〉
2006年11月11日的特別企劃，是挑選在〈人不可貌相〉出現過的兩位「少男系女孩」及兩位「少女系男孩」挑戰高空彈跳。
〈演技大考驗〉
2010年1月30日（第686集）的特別企劃，慶祝楊丞琳以來賓身份回到《我猜》。柳翰雅、郭書瑤與楊丞琳橫排坐在長桌前，可互換座位。題目分為三輪，每一輪各準備一種特定的食物給三人吃：第一輪使用的食物是「藍紋乳酪義大利麵」，第二輪使用的食物是「黃蓮咖哩飯」，第三輪使用的食物是「鬼椒豆皮壽司」。在每一輪中，三人換好座位之後，輪流吃一種食物，一人吃一盤，讓來賓猜誰吃了特定的食物。長桌上另有三杯白開水給三人喝。現場的電視牆會放大顯示三人的表情。三人以自己的演技誤導猜者，猜者可以指定三人中的一人再吃一口。來賓全部作答完畢，吳宗憲倒數5秒。倒數5秒後，吃了特定的食物的人起立。答案揭曉後，猜錯者會被噴乾冰。真正吃到藍紋乳酪義大利麵的人是柳翰雅，真正吃到黃蓮咖哩飯的人是郭書瑤，真正吃到鬼椒豆皮壽司的人是郭書瑤。

### 庾澄慶時期
《假面猜猜猜》
以動作來猜出出題者的真正身份就是本單元的主旨！每次出題者都會跟著音樂而有一段表演，在這段表演中你要仔細的記住肢體語言，更要把握住每次訪問他們的機會， 從每個小線索裡猜出正確答案到底是誰！
《有問題劇場》
類似知名節目《天生贏家》的單元「大家來找碴」，每集播放一則短劇，短劇中將結合時事、音樂及詼諧的喜劇成份，內有5個不合常理的錯誤。來賓按鈴搶答後需限時回答錯誤何在，答錯者會立即被罰噴乾冰。
《謊言追追追》
每集依不同主題邀請三位藝人來敘述符合該集主題的往事，並播放依據該三位藝人說詞拍攝的三則模擬短劇。現場來賓猜哪一位藝人說的不是真話。
《正妹輸送帶》
每集邀請六位對歌唱有強烈興趣的美女挑戰現場唱歌。每位參賽者依號碼順序，個別站在同一道輸送帶上唱歌，各享有基本秒數30秒。輸送帶前方有三位音樂製作人擔任評審，每位評審桌上各有三塊圓形牌分別標示「加速」、「停5秒」、「停10秒」。任一評審可舉「停5秒」或「停10秒」增加參賽者停留在輸送帶上的時間，或舉「加速」減少參賽者停留在輸送帶上的時間。當參賽者被輸送帶送到終點，則換下一位參賽者上輸送帶唱歌。
《賽琳娜小短劇大爆笑》
每集進廣告前播映的短劇單元，2010年8月21日開播，由主持人Selina主演，型態為兩人對演。
《向左腦向右腦》
人的大腦分為左右腦，而其中左腦主宰邏輯與判斷，右腦則是掌控記憶、計算與圖像判斷本單元特別採用生活各種可能發生情況列題考驗來賓的大腦能力以及文學常識。
《音樂好好玩》
邀請歌手來出題，考有關歌曲的由來，例如〈快樂天堂〉這首歌的創作原由。代班主持人陳漢典和安心亞會用模仿人物再加上搞笑的模式，來讓來賓猜誰說的是正確的。最後由一位學有專精或在該領域內的名人公佈解答。

## 爭議內容
「不要再講台語了好嗎」爭議
2006年8月26日播出的〈真的假不了〉中，在吳宗憲用台語訪問化妝品網站「試用員」時，楊丞琳頻頻強調自己聽不懂台語，並「吐槽」吳宗憲和「試用員」們：「你今天穿得這麼時尚格調，不要再講台語了好嗎？」不滿上述言論的網友在該節目官方討論區批評楊丞琳「真的太過份了，難道說台語就是沒格調喔？」還說楊丞琳「等於罵全世界講台語的人都沒格調。」葉心如表示，當時吳宗憲與「試用員」們串通用台語來對話，以惡整聽不懂台語的該集來賓千田愛紗；楊丞琳看不下去才出面制止，她是體貼愛紗。千禧經紀公司總經理蔣承縉（楊丞琳的經紀人）強調，楊丞琳是在配合節目設計，請網友別誤會，以免抹煞藝人的敬業演出。
〈Orz！台灣御宅男〉專題爭議
2007年9月1日播出的〈人不可貌相〉主題〈Orz！台灣御宅男〉中，吳宗憲在翻閱輕小說《涼宮春日的煩悶》（當天出席的其中一名ACGN愛好者的收藏）時加入自編的笑話：「後來有一個男人把我拖出來，他的手指頭在我潔白的身軀上磨蹭，然後點燃了他的慾火，然後用力的吸吮我。──我是一根香菸。」另外在同單元中，祐祐（黑澀會美眉成員）以及黑澀會美眉其他成員，對著參加節目者說「宅這種人不應該生活在世界上」、「宅就是電車上的變態」等諸多話語。有些ACGN愛好者對於這些言論感到不滿，而到《我猜》官方討論區抗議。該書發行商台灣國際角川書店的官方網站則發表聲明，要求《我猜》製作單位出面澄清。祐祐已在其部落格道歉，吳宗憲則解釋：「那是我編出來的笑話，與書內容無關，沒有說輕小說是A書。」對於祐祐的言論，吳宗憲緩頰說：「作節目比較誇張，但沒惡意。」 
同年9月22日播出的《我猜》開場中，吳宗憲解釋：「網路就是無國界，大家都是好朋友；如果有惡意，我們幹嘛請他們上節目？」該集進入第一段廣告前，播出字卡，承認〈Orz！台灣御宅男〉「播出內容導致社會大眾對《涼宮春日》輕小說以及對御宅族、ACG等族群造成誤解，本節目特於此發表致歉聲明。此外，本節目向來尊重社會各族群，絕對沒有任何侮蔑之意。如因節目效果造成部分人士的不悅，本製作單位也在此鄭重致歉。《我猜我猜我猜猜猜》節目製作單位敬啟。」
同年9月23日，「動漫愛好者的聲音」活動總召集人蕭奕辰召集約200名的ACG愛好者，在中視大樓旁的重陽公園集合，高喊「尊重！尊重！尊重！」並遞交陳情書給中視副總經理曠湘霞與中視公關室主任鄭大智，表達對〈人不可貌相〉該集內容的不滿。對此，曠湘霞與鄭大智表示，已聽到他們的聲音，會尊重他們的意見，開會討論解決方式。另外，也有網友發起一人一信向國家通訊傳播委員會（NCC）檢舉〈人不可貌相〉該集內容涉嫌「屢有編造不實內容及歧視、攻擊用語，明顯妨害公共秩序及善良風俗」。
同年9月26日，《中視全球資訊網》公佈〈中視公司回覆「動漫愛好者的聲音」聲明稿〉，從「態度」與「執行」兩方面回覆「動漫愛好者的聲音」。
〈男人心海底針〉抄襲爭議
2008年3月15日播出的內容中，新單元〈男人心海底針〉涉嫌抄襲日本朝日電視台綜藝節目《男女糾察隊》的〈男人心大考驗〉單元，遭到網友抨擊。製作單位目前尚未回應。網友表示，臺灣收視率如此高的節目竟然爆發抄襲爭議，實在不是個綜藝老大哥的示範，要求製作單位予以檢討。

## 節目列表

### 2004年
| 日期     | 人不可貌相主題                                                                 | 來賓                                                                           |
| 1月3日   | 制服美少女                                                                     | 羅志祥、賈欣惠、雅立、裴林、陳宇凡                                             |
| 1月10日  | 漫畫美型女                                                                     | 陳純甄、ＲＥＮＥＥ、容祖兒、許君豪、Ｒ＆Ｂ                                     |
| 1月17日  | 無釐頭怪怪美少女                                                               | 閃亮三姐妹、張智成、藍正龍、陸明君、夾子電動大樂團                             |
| 1月24日  | ２００３的回顧                                                                 | 梁靚茹、鍾漢良、謝麗金、李詠嫻、tension                                        |
| 1月31日  | 嘻哈美少女                                                                     | 可米小子、水蜜桃姐姐、邰正宵、唐艾萱、郭品超                                   |
| 2月7日   | 嬌嬌女千金大小姐                                                               | ５５６６、沈建弘＋邱澤、何潤東、林涵＋林育德、嚴淑明                           |
| 2月14日  | 最麻吉情侶檔                                                                   |                                                                                |
| 2月21日  |                                                                                | 可米小子、閃亮三姐妹、郭品超                                                   |
| 2月28日  | 瘦身男女                                                                       | 夏雨喬、張智成、動力火車、阿桑、郭世倫                                         |
| 3月6日   | 網路人氣美少女                                                                 | ＥＮＥＲＧＹ、張峰奇、ＮＯＮＯ、洪曉蕾、王聖芬                                 |
| 3月13日  | 國民美顔美少女                                                                 | 戴佩妮、林韋君、大炳、唐從聖、蔡淑臻、林立雯                                   |
| 3月20日  | 熟女俏佳人                                                                     | 胡盈禎、僅雯、琇琴、江美琪、TENSION                                            |
| 3月27日  | 因中視轉播「保障民主、還原真相大遊行」（中國國民黨、親民黨發起），暫停播出一次 | 因中視轉播「保障民主、還原真相大遊行」（中國國民黨、親民黨發起），暫停播出一次 |
| 4月3日   | HAPPY ANGEL美少女                                                              | 閃亮三姐妹、丁甯、李紹祥、安雅、王心淩、金剛                                   |
| 4月10日  | 絕世好波美少女                                                                 | S.H.E、動力火車                                                                |
| 4月17日  | ＤＡＮＣＩＮＧ ＱＵＥＥＮ!                                                     | 張天霖、林立雯、庹宗康、王宇婕、陳德烈                                         |
| 4月24日  | barbie girl!                                                                   | 徐婕兒、唐治平、 SAYA、寶智孔、柏妍安、F.I.R                                   |
| 5月1日   |                                                                                | 洛克班 李喜真 梁又琳 李嶽 尹馨                                                 |
| 5月8日   | 超完美辣媽                                                                     | 方文山、蘇有朋、凱蒂、何嘉文、小鍾                                             |
| 5月15日  | 超閃亮SHOW GIRL                                                                | 阿爆＆ＢＲＡＮＤＹ、黃義達、張洪量、張秀卿、劉真                               |
| 5月22日  | 史上最強、六尺美型男                                                           | 許瑋倫、陳宇凡、梁詠琪、信樂團、劉真                                           |
| 5月29日  | 超銷魂嗲嗲女                                                                   | 郭妃麗、夏雨喬、ＮＯＮＯ、ＬＩＮＤＡ、ＳＨＩＮＥ                               |
| 6月5日   | 超MINI/巴掌臉美女                                                              | 阿爆＆ＢＲＡＮＤＹ、王心淩、品冠、賈欣惠、洛客班                               |
| 6月12日  | 超電力勾魂系美女                                                               | 陳柏渝、范筱梵、林美貞、葉安婷、元衛覺醒、品冠                                 |
| 6月19日  | 看不出運動高手                                                                 | 小嫻、唐林、林俊傑、黃義達、南拳媽媽                                           |
| 6月26日  | 自然美、天生美人                                                               | 賴雅妍、辛曉琪、蘇有朋、謝麗金、楊麗菁                                         |
| 7月3日   | 超卡娃伊、混血兒小朋友                                                         | 黃湘怡、陳小春、施易男、林子良、張秀卿                                         |
| 7月10日  | 天之嬌女、千金大小姐                                                           | ＬＩＮＤＡ、許慧欣、ＮＯＮＯ、林志炫、元衛覺醒                                 |
| 7月17日  | 超S E X Y、比基尼泳裝美女                                                      | 小潘潘、許紹洋、劉真、張智成、胡晴雯                                           |
| 7月24日  | 不可思議！！醜女大翻身                                                         | 高淩風、蜜雪薇琪、杜德偉、蕭瀟＋劉恆、丁文琪＋張勛傑                           |
| 7月31日  | 卡哇伊！！自拍國民美少女                                                       | 張智成、婷婷、葉蓉庭＋郭定文、姚采穎、杜德偉                                   |
| 8月7日   | 超完美、美腿美女                                                               | ＭＡＣＨＩ、郭品超、本多ＲＵＲＵ、陳純甄、顏嘉樂                               |
| 8月14日  |                                                                                | 柏妍安、洪誠陽、房思瑜、陳顯政、溫嵐、韋苓                                     |
| 8月21日  | 我的野蠻女友                                                                   | 蜜雪薇琪、ＭＡＫＩＹＯ、ＪＳ、林立雯、楊雅筑                                   |
| 8月28日  | 陽光甜姐兒                                                                     | 安以軒、陸佩妤、旺福、艾力克斯、秀蘭瑪雅                                       |
| 9月4日   | 陽光男孩                                                                       | 阮經天、李詠嫻、劉真、鄭元暢、賀軍翔                                           |
| 9月11日  | 超人氣!!網路人氣美少女                                                         | 裴琳.卓文萱.隋棠.zayin.小鐘                                                    |
| 9月18日  | 人見人愛！！韓流帥哥！！                                                       | 六甲樂團、梁靜茹、顏嘉樂、李喜真、張兆志                                       |
| 9月25日  | 大人系!!成熟國中美少女                                                         | Tension 吳玟萱 瑤瑤 郭世倫 楊家成                                              |
| 10月2日  | 最動心!!超完美情人傳奇                                                         | Tension、柯以柔、倪雅倫、張信哲、葛西健二                                      |
| 10月9日  | 正港台灣味!!台客大帥哥                                                         | 李嶽、蜜雪薇琪、安以軒、郭品超、謝承鈞                                         |
| 10月16日 | 最mini!!小不點美女傳奇                                                         | 王凱蒂 夏雨喬 小慧 金剛 段鈞毫 凱中                                            |
| 10月23日 | 夢幻美型男                                                                     | 相馬茜、施文彬、鍾漢良、林立雯、潑猴                                           |
| 10月30日 | 迷死人不償命!!超sexy桃色美女傳奇                                               | 羅志祥 楊雅筑 黃湘怡 梁又琳 王傳一 Tension                                     |
| 11月6日  | 超人氣店花傳奇                                                                 | nono 劉真 馮媛甄 js 六甲樂團                                                   |
| 11月13日 | 超迷人!!Dancing queen                                                          | 孫燕姿 范逸臣 小嫻 小禎 楊思璇                                                 |
| 11月20日 | 青春不老!!童顏美女傳奇(猜誰是30歲熟女??)                                       | 遊鴻明 謝麗金 賴雅妍 謝均毫 吳淑敏                                             |
| 11月27日 | 半成熟！高校美少女！                                                           | 阿桑 S.H.E JS                                                                  |
| 12月4日  | 主題制服美女                                                                   | 阿龐、楊千霈、林俐霏、陳浩民 、孫淑媚、吳克群                                  |
| 12月11日 | 福氣啦！Baby Fat美女                                                           | 周傳雄 梁又琳 坤達 裴琳 朱安禹                                                 |
| 12月18日 | 超冷豔!! 鬼美女                                                                | 信樂團 丁小芹 張韶涵 丸子 卓文萱                                               |
| 12月25日 |                                                                                | 范逸臣、賴雅妍、霍建華、許瑋甯＋姚安琪、ＢＡＤ                                 |

### 2005年
| 日期    | 來賓                                                    | 人不可貌相                   |
| 1月1日  | 陳浩民、張淳淳、顏行書、薇薇安、李聖傑                  | 水汪汪!!超亮眼美少女         |
| 1月8日  | 朱安禹、蔡健雅、徐婕兒、吳克群、張玉華                  | 超Shining牙套美女            |
| 1月15日 | 朱孝天、霍建華、賀一航、顏嘉樂+阿爆、翊萱               | 健康美！！巧克力美女         |
| 1月22日 | 房思瑜，柏妍安，黃子佼，林冠吟，B.A.D                   | 超致命！！天使臉孔魔鬼身材！ |
| 1月29日 | 林嘉綺、蔡淑臻、NoNo、王羚柔、可米小子(曾少宗 張庭偉)   | 重量級!!現代楊貴妃!!         |
| 2月5    | IPIS、張韶涵、夏禕、小鍾、柯以柔                        | 真的假不了2004賀歲回顧       |
| 2月12   | IPIS、張韶涵、夏禕、小鍾、柯以柔                        | 人不可貌相2004賀歲回顧       |
| 2月19   | 張玉華、賴雅妍、謝坤達、YUMMY、可米小子(張庭偉、安鈞燦) | 超魅力!!漂亮女老師           |
| 2月26   | 小鬼＋JUNIOR、裴琳、任賢齊、卓文萱、李聖傑              | 超美型花美男                 |
| 3月5    | 錢帥君、陳若儀、殷琦、吳克群、王心凌、劉允樂、楊千霈    | 新絕代雙嬌!!雙胞胎姊妹花     |
| 3月12   | 孫耀威、吳辰君、關禮傑、Linda、林俊傑                   | 美麗加倍!超相像死黨!         |
| 3月19   | 陳德烈、許瑋倫、張天霖、婷婷、夾子大樂團                | 超SEXY!E級棒美女!            |
| 3月26   | 維多利亞、吳克群、胡盈禎、林立雯、郭世倫                | Super White!!白雪公主        |
| 4月2日  | 維多利亞、吳佩慈、動力火車、阿桑、IPIS                  | 甜美系!!蜜糖女孩             |
| 4月9日  | 林俊傑、閃亮三姐妹、柯以柔、余筱萍、大囍門              | 驕滴滴!!少女系男孩           |
| 4月16   | 姚采穎、林立雯、劉真、路嘉欣、辦桌二人組                | 水噹噹!!粉隱少女             |
| 4月23   | 何嘉文、吳克群、金元萱、ＮＯＮＯ、嚴淑明                | 超漂亮HAPPY ANGEL美少女      |
| 4月30日 | 紀文蕙、林立雯、沈建宏、林育德、王建隆、林涵、吳克群    | 七年級美人妻                 |
| 5月7日  | 李玖哲、ＦＩＲ、小鍾、吳佩慈、石康軍                    | 四十歲辣媽                   |
| 5月14日 | 陳思璇、林俊傑、阿桑、郭世倫、何嘉文                    | 大嘴美女                     |
| 5月21日 | 張峰奇、維多利亞、楊千霈、林志炫、李明川                | 啦啦隊美少女                 |

### 2006年
| 日期     | 人不可貌相主題      | 來賓                                       |
| 1月7日   |                     |                                            |
| 1月14日  |                     |                                            |
| 1月21日  |                     |                                            |
| 1月28日  |                     |                                            |
| 2月4日   |                     |                                            |
| 2月11日  |                     |                                            |
| 2月18日  |                     |                                            |
| 2月25日  |                     |                                            |
| 3月4日   |                     |                                            |
| 3月11日  |                     |                                            |
| 3月18日  |                     |                                            |
| 3月25日  |                     |                                            |
| 4月1日   |                     |                                            |
| 4月8日   |                     |                                            |
| 4月15日  |                     |                                            |
| 4月22日  |                     |                                            |
| 4月29日  |                     |                                            |
| 5月6日   |                     |                                            |
| 5月13日  |                     |                                            |
| 5月20日  |                     |                                            |
| 5月27日  |                     |                                            |
| 6月3日   |                     |                                            |
| 6月10日  |                     |                                            |
| 6月17日  |                     |                                            |
| 6月24日  |                     |                                            |
| 7月1日   |                     |                                            |
| 7月8日   |                     |                                            |
| 7月15日  |                     |                                            |
| 7月22日  |                     |                                            |
| 7月29日  |                     |                                            |
| 8月5日   |                     |                                            |
| 8月12日  |                     |                                            |
| 8月19日  |                     |                                            |
| 8月26日  |                     |                                            |
| 9月2日   |                     |                                            |
| 9月9日   |                     |                                            |
| 9月16日  |                     |                                            |
| 9月23日  |                     |                                            |
| 9月30日  | 超神秘!! 台灣御宅女 | 183 Club、李蒨蓉、何嘉文、觀月雛乃、陳紀匡 |
| 10月7日  | 名模系!! 高個子美女 | 飛輪海、林若亞、戴佩妮、蔡旻佑、胡盈禎     |
| 10月14日 |                     |                                            |
| 10月21日 |                     |                                            |
| 10月28日 |                     |                                            |
| 11月4日  |                     |                                            |
| 11月11日 |                     |                                            |
| 11月18日 |                     |                                            |
| 11月25日 |                     |                                            |
| 12月2日  |                     |                                            |
| 12月9日  |                     |                                            |
| 12月16日 |                     |                                            |
| 12月23日 |                     |                                            |
| 12月30日 |                     |                                            |

### 2007年
| 日期     | 人不可貌相主題               | 來賓                                                                         |
| 1月6日   | 超妖嬌!!美人YOUNG媽咪        | 張玉華、許慧欣、小小魚、2MORO、陳浩民                                        |
| 1月13日  | 化妝前後差異大的美女         | 小鬼、路嘉欣、陳至愷、藤岡靛                                                 |
| 1月20日  | 超俊美!!靚眼花美男           | 林俊傑、蔡淳佳、曹格、王聖芬、黃景俐、林若亞、李曉涵                         |
| 1月27日  | 洋娃娃系!!夢幻混血兒美女     | 陳奕、TANK、王怡仁、王俐人、林葦茹、夏于喬、秀蘭瑪雅                         |
| 2月3日   | 不像原住民的原住民           | 竇智孔、吳淑敏、郭品超、鍾欣怡、李明川                                       |
| 2月10日  | Super Match!!郎才女貌情侶檔  | 蔡旻佑、宋新妮、西瓜哥哥、香蕉哥哥、蜜蜂姐姐、蝴蝶姐姐                       |
| 2月17日  | 除夕大對抗                   | 陳瑀涵、蔡旻佑、朱安禹、元氣、梁又琳、姚元浩、王尹平、余秉諺、許慧欣、劉畊宏 |
| 2月24日  | 超Sexy!!天使臉孔魔鬼身材     | 曹格、韋汝、王仁甫、黃義達、璽恩                                             |
| 3月3日   | 傷心系!!戀愛傻女             | 翼勢力、Sara、吳玟萱、馬兆駿、小鐘                                           |
| 3月10日  | 大翻身!!麻雀變公主           | TANK、黃義達、僅雯、壯壯、陳宇凡、侯怡君、夏于喬                             |
| 3月17日  | 紅樓夢中人!!十二金釵決選     | LINDA、阿沁、林立雯、吳玟萱、蒙嘉惠                                          |
| 3月24日  | 紅樓夢中人!!賈寶玉決選       | Kone、宋新妮、Tank、Ivy、Freddy、林冠吟、李雅微                              |
| 3月31日  | 吾愛吾家!!台灣御宅男         | 許慧欣、王宏恩、黃韻玲、何嘉文、何耀珊                                       |
| 4月7日   | 姐妹淘!!我的同志好友         | 陳漢典、劉喆瑩、小鐘、林宇中、何以奇、沈建宏、謝秉翰                         |
| 4月14日  | 超級選美皇后                 | 林宇中、楊韻禾、馬國畢、楊巧寧、董事長                                       |
| 4月21日  | Man Power!!斯文肌肉男        | 侯怡君、夏于乔、蔡诗蕓，陈宇凡、StyLe                                        |
| 4月28日  | 超甜美!!happy angel美少女    | 王宏恩、錦繡二重唱、阿本、小薰、小草、周曉涵、阿美、唐以菲                   |
| 5月5日   | 係金A!!超貴氣千金大小姐      | 柳丁哥哥、草莓姐姐、黑皮哥哥、吳克群、宋新妮、元若藍                         |
| 5月12日  | 超Beauty!!七年級美人辣媽     | 安以軒、金莎、Ella、水蜜桃姐姐、西瓜哥哥                                     |
| 5月19日  | 超白皙!!雪肌美人             | 劉畊宏、辛曉琪、吳建豪、宋新妮、楊韻禾                                       |
| 5月26日  | 超纖嫩!!美腿甜心             | 王宏恩、路嘉怡、Ella、小禎、王婉霏                                           |
| 6月2日   | 面惡心善!!超級壞人臉         | 林建寰、高山峰、林立雯、StyLe、何嘉文                                        |
| 6月9日   | 超動感!!火辣辣Dancing Queen  | 林若亞、阿沁、錦繡二重唱、No name、秦偉                                      |
| 6月16日  | OMG!!網絡美女                | No Name、劉喆瑩、劉畊宏、楊巧寧、櫻桃幫                                      |
| 6月23日  | 嬌滴滴!!少女系男孩           | 水蜜桃姐姐、柯有綸、吳佩慈、張棟樑、A-Lin                                    |
| 6月30日  | 唇唇欲動!!啵ME女孩           | 林俊傑、許哲珮、林葦茹、花花、張珈瑜、林葉亭                                 |
| 7月7日   | 超誘人!!啵ME男孩             | 馬國畢、紀文蕙、歐漢聲、莎莎、櫻桃幫                                         |
| 7月14日  | 超會吃!!吃不胖美女           | 林俊傑、林立雯、盧學叡、楊宗緯、林宥嘉、劉明峰、潘裕文、許仁杰               |
| 7月21日  | 娃娃眼決選                   | 小煜、小傑、彤彤、MeiMei、迪克牛仔、斯容、柯有綸                             |
| 7月28日  | 超俊美!!少男系女孩           | 梁又琳、張本瑜、張天霖、徐婕兒、王俐人                                       |
| 8月4日   | 水蜜桃系!!翹臀美女           | 周蕙、隋棠、安伯政、許仁杰                                                   |
| 8月11日  | 黃金比例!!美腿甜心           | 黃小柔、唐禹哲、金寶三、蔡秋鳳、南拳媽媽                                     |
| 8月18日  | 甜蜜蜜!!超速配情侣檔         | 何嘉文、陳奕、范曉萱、100%樂團、姚元浩、劉虹翎                               |
| 8月25日  | Super Star!!亞洲星寶貝       | 唐禹哲、王怡仁、小鐘、林佑威、阿霈                                           |
| 9月1日   | orz!!台灣御宅男              | 胡宇崴、辰亦儒、張韶涵、吳尊、琇琴、夏于喬                                   |
| 9月8日   | 超完美尤物!!天使臉孔魔鬼身材 | 溫嵐、林俊傑、李蒨蓉、王傳一、陳瑀涵                                         |
| 9月15日  | 超魅力!!超級男模             | 楊巧寧、信、張本渝、郭世倫、張峰奇                                           |
| 9月29日  | 超Mini!!小不點美女           | 棒棒堂、阿杜、蔡淑臻、林又立、唐禹哲                                         |
| 10月6日  | 零負擔!!A級美女              | 李玖哲、安欽雲、蘇永康、路嘉欣、李佳穎                                       |
| 10月13日 | 超酥麻!!嗲嗲美少女           | 楊丞琳、亮哲、孫淑媚、張兆志、阿Ken                                          |
| 10月27日 | 超成熟!!豆蔻美少女           | 周定緯、潘裕文、林宥嘉、許仁杰、安伯政、鴨子                                 |
| 11月3日  | 嬌滴滴!!少女系男孩           | 蘇慧倫、蔡健雅、張峰奇、沈建宏、大嘴巴                                       |
| 11月10日 | 療傷系!!美麗俏護士           | Kone、何嘉文、周瑜民、丁噹、米兒絲                                           |
| 11月17日 | 自然系!!原住民美女           | 品冠、卓文萱、潘瑋柏、羅美玲、Soler                                          |
| 11月24日 | 超動感!!小小舞林高手         | Energy、羅美玲、屈中恒、尹昭德、Kelly                                        |
| 12月1日  | 超俊美!!少男系女孩           | 蘇打綠、卓文萱、黑人、汪政緯、紀文蕙、戴君竹                                 |
| 12月8日  | 超活力!!看不出的運動高手     | 大嘴巴、王心凌、阿龐、丁寧、申東靖                                           |
| 12月15日 | Super Cute!!小小混血兒       | 陳瑀涵、李嘉、Momo                                                           |
| 12月22日 | 超Sexy!! 火辣Party Queen     | 李毓芬、房思瑜、嚴淑明、盧學叡、蜜蜂姐姐、西瓜哥哥、蝴蝶姐姐、蜻蜓哥哥       |
| 12月29日 | 我愛上流!!時尚拜金女         | 劉真、沈建宏、何潤東、許茹芸、邰正宵                                         |

### 2008年
| 集數 | 日期     | 人不可貌相主題                                | 來賓                                                           |
| 580  | 1月5日   | 唯舞獨尊 小小舞林高手                         | 李聖傑、聶雲、蕭瀟、王怡仁、李明川                             |
| 581  | 1月12日  | 超相像 我的麻吉朋友                           | 鍾欣凌、謝金燕、卜學亮、蔡淳佳、林智賢                         |
| 582  | 1月19日  | 七年級百萬富翁                                | 盧學叡、郭采潔、楊宗緯、林俊傑、路嘉欣、李玖哲、鍾欣怡、張勳傑 |
| 608  | 1月26日  | 吃不胖 大胃王美女                             | 廖慧珍、尹馨、修杰楷、蔡燦得、陶莉萍、Wow                      |
| 583  | 2月2日   | 化妝前後差異最大的美女                        | 何嘉文、姚采穎、張天霖、賞盈希、三角酷                         |
| 584  | 2月9日   | 2007真的假不了十大吸睛回顧 鼠一鼠二新春大對抗 | 星光二班、黑澀會                                               |
| 585  | 2月16日  | 超甜蜜！速配情侶檔                            | 星光二班                                                       |
| 586  | 2月23日  | 超人氣 網路美少女                             | 李聖傑、林又立、王麗雅、林俊傑、婷婷、田家達                   |
| 587  | 3月1日   | 超魅力！火辣Dancing Queen                     | 郭采潔、曹格、麻衣、張勛傑.強辯樂團                            |
| 588  | 3月8日   | 超氣質音樂才女                                | 信樂團、Makiyo、聶雲、毛毛、三角Cool                           |
| 589  | 3月15日  | 魔鬼系 E級棒美女                              | 星光二班、林立雯、王婉霏、小宇                                 |
| 590  | 3月22日  | 名模系 高個子美女                             | 星光二班、吳克群、Rim、胖虎樂團男人心、海底針                  |
| 591  | 3月29日  | 嬌媚系 少女系男孩                             | 閃亮三姊妹、賴薇如、馬國畢、二女、強辯                         |
| 592  | 4月5日   | 超激瘦骨感美女                                | 同恩、高慧君、范逸臣、僅雯、楊培安、宋新妮、殷琦               |
| 593  | 4月12日  | 全台首創低卡便當/超卡哇伊!!國中夢幻美少女!!   | 唐禹哲、張芯瑜、張善為、林葉亭、謝承均                         |
| 594  | 4月19日  | 超魅力 校花美女                               | 江美琪、林建輝、Momo姐姐、焦糖哥哥、星光三班                   |
| 595  | 4月26日  | 超活力 運動美女                               | 孟庭葦                                                         |
| 596  | 5月3日   | 超魅力 校花美女第二彈                         | 星光三班、K歌之王                                              |
| 597  | 5月10日  | 我就是愛露 超級性感美女                       | 吳忠明、元若藍、張棟樑、弦子、林立雯、JS                       |
| 598  | 5月17日  | 超誘人長腿美女                                | 陳宇凡、李國毅、鄭元暢、彭于晏、張鈞寧、薛凱琪、牛奶           |
| 599  | 5月24日  | 吸金系!!超人氣店花/一級女馴犬師!!             | 何嘉文、Ken、余秉諺、汪東城、李妍謹、阿霈                      |
| 600  | 5月31日  | 大翻身麻雀變公主 誰是K歌王                    | 麻衣、林建輝、佩甄、韋汝、林艾為                               |
| 601  | 6月7日   | 天生一對 超完美雙胞胎                         | 羅美玲、綠茶、楊雅筑、林依晨、曾少宗、元若藍、吳忠明           |
| 602  | 6月14日  | 超優質 台大美女                               | 牛奶、花花、凡人、毛毛、左小青                                 |
| 603  | 6月21日  | 不思議 減肥美女                               | 棒棒堂、卓文萱、Kevin、薛凱琪、JS                              |
| 604  | 6月28日  | 唯舞獨尊 火辣Dancing Queen                    | 溫嵐、林宥嘉、王彩樺、林曉培、李妍瑾、周宜瑩                   |
| 605  | 7月5日   | 超可愛 小小混血兒                             | 星光三班、林宥嘉、應采兒、泳兒                                 |
| 606  | 7月12日  | 青春無敵 高校美少女                           | KOne、許慧欣、黑人、哈孝遠、胡彥斌、艾力克斯、李詠嫻           |
| 607  | 7月19日  | Milk系 美麗White女人                          | 童怡禎、白歆惠、蔡閔佑、蘇永康、璽恩、阿怪、迅猛龍             |
| 608  | 7月26日  | 美女薩克斯風手/全台最小扯鈴冠軍               | 沈玉琳、小馬、NONO、黃燈輝、彭于晏、許慧欣、范逸臣、叮噹       |
| 609  | 8月2日   | 超洋味！！放洋美女                            | 高山峰、杜詩梅、林立雯、蕭敬騰、書瑋、陳靖婕、許仁傑           |
| 610  | 8月9日   | 清涼一夏 比基尼美女                           | 胡宇葳、蔣怡、周采詩、彥均、蔡秋鳳、蔡閔佑、李妍瑾、周宜瑩     |
| 611  | 8月23日  | 優質系 台大美女                               | 何戎、巨砲、范逸臣、田中千繪、李玖哲、小應、林曉培             |
| 612  | 8月30日  | 噴火系 天使面孔魔鬼身材                       | 曾靜玟、梁文音、神木與瞳、林宇中、A-lin                        |
| 613  | 9月6日   | 超骨感 吃不胖美女大胃王PK賽                   | 蔣怡、楊謹華、竇智孔、梁又琳、強辯                             |
| 614  | 9月13日  | 超酥麻 嗲嗲美少女                             | 焦糖、小蜜桃、周定緯、劉力揚、胡彥斌、黑Girl                   |
| 615  | 9月20日  | 10歲冰上小王子/網拍美女!!                     | 李聖傑、王怡仁、劉真、西瓜、By2、李岳                          |
| 616  | 9月27日  | 超麻辣！！美麗女教師                          | 李玖哲、Liz、康康、薇薇安、李嘉                                |
| 617  | 10月4日  | 放電系！超桃花美女                            | 陳庭妮、蝴蝶姐姐、何嘉文、張峰奇、閻韋伶                       |
| 618  | 10月11日 | 清純系！半成年美少女                          | 棒棒堂、麻衣、宋新妮、寶媽、吳亞馨                             |
| 619  | 10月18日 | 超Beauty 制服美女                             | 神木與瞳、小甜甜、光良、彥均、丫子                             |
| 620  | 10月25日 | 超萌小學生                                    | 潘裕文、周定緯、許仁傑、王彩樺、寇家瑞、小甜甜、Linda          |
| 621  | 11月1日  | 遙控直升機冠軍/亞洲Breaking冠軍               | 吳佩慈、劉真、林俊傑、Makiyo、郭羨妮                           |
| 622  | 11月8日  | 吸金系 美女老闆娘                             | 蝴蝶姐姐、吳伊婷、阿Ken、張本渝、Junior                        |
| 623  | 11月15日 | 名媛系 千金小姐                               | Energy、柯以柔、黃靖倫、潘嘉麗、阿達、李伯恩                   |
| 624  | 11月22日 | 噴火系 超愛露辣妹                             | 丫子、McHotDog、卓文萱、任爸、巧克力                           |
| 625  | 11月29日 | 甜美系 冰淇淋淋女孩                           | 陳嘉唯、申東靖、麻衣、徐亨、鄧詠家、王婉霏                     |
| 626  | 12月6日  | 男生女生傻傻分不清楚                          | 江語晨、林宜融、黃義達、範筱梵、夏如芝、阿龐                   |
| 627  | 12月13日 | 半成年 高校制服美少女                         | 王思平、蔡詩芸、余筱萍、阿龐、魏如昀、Gigi                     |
| 628  | 12月20日 | 超人氣 大學校花                               | Liz、黃靖倫、林立雯、林奇葳、自由發揮                          |
| 629  | 12月27日 | 重型犯變身調酒冠軍!                           | 大嘴巴、卓文萱、白雲、潘嘉麗、張峰奇                           |

### 2009年
| 集數 | 日期     | 人不可貌相主題                                | 來賓                                                                               |
| 630  | 1月3日   | 完美變身運動高手大改造                        | 唐禹哲、林芯儀、民雄、陳宇凡、林立雯、莎莎                                         |
| 631  | 1月10日  | 超吸金美女老闆娘                              | 小可、小甜甜、趙正平、小八、中國娃娃                                               |
| 632  | 1月17日  | 力退群雄！男大生反串熱舞奪冠/古早味烤布丁達人 | 方大同、JR、許嘉凌、彤彤、小蜜桃姐姐、董志成、何維健                               |
| 633  | 1月24日  | 真的假不了08最精彩(上)                        | 卓文萱、小鬼、唐禹哲、小甜甜、申東靖、小蜜桃、黃靖倫、丫子                         |
| 634  | 1月31日  | 新春紅白大對抗+真的假不了08最精彩(下)         | 卓文萱、小鬼、唐禹哲、小甜甜、申東靖、小蜜桃、黃靖倫、丫子                         |
| 635  | 2月7日   | 超洋味像混血兒的美女                          | 夏克立、瑞莎、沈玉琳、小Call、彤彤、蘋果                                           |
| 636  | 2月14日  | 特別企劃街頭正妹大搜查                        | 琳恩、馬國畢、王彩樺、方炯鑌                                                       |
| 637  | 2月21日  | 鮮乳系超白皙美女                              | 潘嘉麗、林奇葳、任爸、安欽雲、中國娃娃                                             |
| 638  | 2月28日  | 舞力全開火辣DancingQueen                      | 鮪魚、李銓、阿本、周采詩、康禎婷、張心傑、孫碧娜、林鴻鳴、方宥心、梁一貞           |
| 639  | 3月7日   | 天使系護校美女                                | 麻衣、沈玉琳、施易男、顏嘉樂、王若琳                                               |
| 640  | 3月14日  | 不思議麻雀變公主                              | 戴愛玲、Linda、楊丞琳、魏蔓、楊晴瑄、冰淇淋少女組                                  |
| 641  | 3月21日  | 街頭正妹大搜查                                | 陳漢典、陳靖婕、林秀琴、路嘉怡、蕭閎仁                                             |
| 642  | 3月28日  | 吸睛系超人氣廣告明星                          | 琳恩、何妤玟、Gino、王瀅、薇如                                                     |
| 643  | 4月4日   | 俏麗風短髮甜心                                | 柯有綸、林若亞、林立雯、宋新妮、小八                                               |
| 644  | 4月11日  | 制服美女大搜查                                | 強辯、許維恩、薇薇安、丫子、王建復                                                 |
| 645  | 4月18日  | 色藝雙全!音樂美女/全台最年輕女撿骨師          | 盧學叡、BY2、動力火車、黃志瑋、何嘉文、朱蕾安、張睿家                              |
| 646  | 4月25日  | 色藝雙全音樂美女                              | 盧學睿、By2、動力火車、黃志瑋、何嘉文、朱蕾安、張睿家                              |
| 647  | 5月2日   | 街頭店花大搜查                                | 時尚F4、梁詠琪、王彩樺、可恩、沈玉琳                                               |
| 648  | 5月9日   | Hot到家童顏辣媽                               | 雷凱欣、申東靖、劉真、謝和絃、戴君竹                                               |
| 649  | 5月16日  | 閃亮亮璞玉變鑽石                              | 蘇打綠、吳亞馨、張秀卿、翁立友、郭彥均、李毓芬、妞妞                               |
| 650  | 5月23日  | 配音界金城武/就是愛搓!!麻雀美女               | 周傳雄、李千娜、許慧欣、NONO、戴佩妮                                               |
| 651  | 5月30日  | 半成年制服美女大變身                          | 邵庭、Makiyo、羅時豐、大芭比、毛毛、青鳥飛魚                                       |
| 652  | 6月6日   | 套裝美女大變身                                | 趙又廷、Color、鄒承恩、痞克四、白雲、余筱萍、By2                                   |
| 653  | 6月13日  | 美腿美女大搜查                                | 郭采潔、徐佳瑩、何妤玟、張雁名、郎祖筠、書偉、亞里                                 |
| 654  | 6月20日  | 超級禦宅男                                    | 左永寧、張棟樑、沈玉琳、麻衣、Tank                                                 |
| 655  | 6月27日  | 白雪公主大搜查                                | 瑞莎、周蕙、潘慧如、焦糖哥哥、超克七                                               |
| 656  | 7月4日   | 全台最年輕美甲總冠軍/童顏系!!美人辣媽         | Alisha、郭鑫、林立雯、郭世倫、小宇                                                 |
| 657  | 7月11日  | 61歲重型機車女車手/差很大!!壁花變公主         | 焦糖哥哥、果凍姐姐、小蜜桃姐姐、曾寶儀、ㄚ子、閃亮三姐妹                           |
| 658  | 7月18日  | 美女店花大搜查                                | 品冠、鍾欣怡、小鐘、潘嘉麗、Circus                                                 |
| 659  | 7月25日  | 用手當跳繩跳最多圈的人/高校花美男搜查大改造   | 錢帥君、阿Ken、羅時豐、薇薇安、小Call                                              |
| 660  | 8月1日   | 超Beauty成熟臉美少女                          | 王麗雅、吳品萱、林又立、張連潔、白雲、女王、星光五班                               |
| 661  | 8月8日   | 健美 鐵人三項都奪冠/比基尼美女大搜查          | 敖犬、王子、小傑、小煜、夏宇童、小禎、史丹利、王璿、陳浩偉、劉明湘、孫自佑、李杰宇 |
| 662  | 8月15日  | 花蝴蝶少女系男孩                              | 2moro、小鬼、白歆惠、Linda、戴君竹、李佳豫                                         |
| 663  | 8月22日  | 原住民歌唱神童/殺很大!!天使臉孔魔鬼身材       | 王心如、唐青慧、花花、景行廳男孩、陳婉若、馬蹄楊                                   |
| 664  | 8月29日  | NG內衣銷量不NG/超享瘦!!減肥美女               | 夏宇童、彭于晏、王彩樺、啾啾、侯昌明                                               |
| 665  | 9月5日   | 亞洲團體肚皮舞冠軍/街頭店草大搜查             | 張智成、郭書瑤、任爸、小八、林葉亭                                                 |
| 666  | 9月12日  | 碩士之花超完美台大美女                        | 浩角翔起、琳恩、沈玉琳、徐可、陳乃榮                                               |
| 667  | 9月19日  | 妝很大壁花變公主                              | 安心亞、楊千霈、何妤玟、張峰奇、Color                                              |
| 668  | 9月26日  | 超吸睛看不出的美女老師                        | 言言、柯以柔、小蜜桃、夏雨喬、狄志傑、寇家瑞                                       |
| 669  | 10月3日  | 制服美女大搜查                                | 郭書瑤、阿Ben、余筱萍、王行芝、路嘉欣、小剛                                        |
| 670  | 10月10日 | 歐買尬臟鬼系美女                              | 高以剛、藍鈞天、丁春誠、黃靖倫、辰亦儒、汪東城、寶媽、潘裕文、葡萄姐姐             |
| 671  | 10月17日 | 校園美女大搜查                                | 范植偉、林健輝、小禎、白歆惠、翁滋蔓、盧學睿、羅美玲                               |
| 672  | 10月24日 | 噴火系超性感網拍Model                         | 蔡閔佑、周筆暢、Nono、王尹平、丫子                                                 |
| 673  | 10月31日 | 唯舞獨尊火辣DancingQueen                      | 白雲、謝麗金                                                                       |
| 674  | 11月7日  | 超美型愛美大丈夫                              | 香蕉哥哥、葡萄姐姐、草莓姐姐、西瓜哥哥、卓文萱、Ivy、李嘉                          |
| 675  | 11月14日 | 校園美女大搜查                                | 邵庭、方炯鑌、王彩樺、孫淑媚、大支、董伯                                           |
| 676  | 11月21日 | 壓不扁蛋糕/遊樂園TOP10/運動美女大變身         | 蔡旻佑、申東靖、Vicky、啾啾、Color                                                 |
| 677  | 11月28日 | 超驚豔混血美女/爆漿巧克力蛋糕/黑金剛水晶蝦    | 丁噹、Hannah、Liz、黃小柔、張睿家、林逸欣、Circus                                  |
| 678  | 12月5日  | 新住民美人妻                                  | 梁文音、陳漢典、劉真、高以翔、夏禕                                                 |
| 679  | 12月12日 | 成熟年美少女                                  | Makiyo、黃靖倫、林韋君、楊一展、Gino、洪小鈴                                       |
| 680  | 12月19日 | 同居情侶檔                                    | 劉品言、小鬼、寶媽、麻衣、辛龍                                                     |
| 681  | 12月26日 | 輕熟女大搜查                                  | 袁詠琳、王尹平、林俊傑、吳怡沛、張克帆                                             |

### 2010年
| 集數   | 日期    | 人不可貌相主題                                              | 來賓                                                                           |
| 682    | 1月2日  | 超純淨白衣天使                                              | 阿霈、李聖傑、Liz、小八、阿達、蔡秋鳳                                          |
| 683    | 1月9日  | 噪音製造機!!音痴美女                                        | 胡彥斌、安心亞、陳婉若、秀蘭瑪雅、白雲                                         |
| 684    | 1月16日 | 楚楚可憐!!愛哭鬼美女                                        | A-Lin、林奇葳、沈玉琳、彭佳慧、謝和弦                                          |
| 685    | 1月23日 | 超人氣寵物/血型決定個性                                     | 林秀琴、葡萄姊姊、草莓姊姊、林立雯、Magic Power                                |
| 686    | 1月30日 | 醜小鴨變公主                                                | 殷琦、劉子千、張勛傑、周曉涵、言以恩、許哲珮                                   |
| 687    | 2月6日  | 璞玉大搜查/惡魔試鏡間大考驗                                 | 黃靖倫、錢帥君、NONO、曾心梅、林綾                                             |
| 不適用 | 2月13日 | 因播出綜藝大哥大除夕特別節目《虎年旺旺慶團圓》,暫停播出一次 | 因播出綜藝大哥大除夕特別節目《虎年旺旺慶團圓》,暫停播出一次                    |
| 688    | 2月20日 | 中國武術世界冠軍是老外?!/正妹帶你超越自我極限!              | 黃靖倫、左安安、蔡康永、黑人、張克帆、Makiyo、Circus                           |
| 689    | 2月27日 | 清潔抹布褲/救急吹風筷                                       | A-Lin、王聖棻、唐青慧、陳庭妮、小鐘、Echo、绍庭、女王                          |
| 690    | 3月6日  | 省錢美女/寶島超強老人!                                      | 大嘴巴、魏蔓、王彩樺、申東靖、林依霖                                           |
| 691    | 3月13日 | 新宅男女神爭霸戰!背心購物袋!                                | 劉伊心、 NoNo、阿杜、薇薇安、林曉培                                            |
| 692    | 3月20日 | 挑戰!甜食鹹食不同胃?!                                       | 小蜜桃姐姐、果凍姐姐、焦糖哥哥、梁文音、白雲、劉薰愛、王尹平                   |
| 693    | 3月27日 | 雙頭龍腳踏車/另類收藏家                                     | 馬國賢、蔡燦得、琳恩、柯有綸、小應、新七小福                                   |
| 694    | 4月3日  |                                                             | S.H.E、Ivy、沈玉琳、廖輝英、小鐘、黃靖倫、曾治豪、張克帆、張洛君、黑人         |
| 695    | 4月10日 | 再見阿雅/先生小姐你哪位-房祖名、黃立成                      | 小禎、任爸、廖輝英、曾治豪                                                     |
| 696    | 4月17日 | 先生小姐你哪位-蕭敬騰                                       | 江美琪、吳怡霈、廖輝英                                                         |
| 697    | 4月24日 | 憲在就出發－天母                                            | 林立雯、寶咖咖、陳奕、陳建宏、郭彥甫、Yumi、迅猛龍、Miko、康康                 |
| 698    | 5月1日  | 台大美女                                                    | 彭于晏、柯佳嬿、湘瑩、小鐘、殷琪、浪花兄弟                                     |
| 699    | 5月8日  | 母親節特企！超美麗母女檔                                    | 楊丞琳、曾少宗、葡萄姐姐、NoNo、林秀琴、鄧紫棋                                 |
| 700    | 5月15日 | 我猜700集不朽傳奇史                                         | 薇如、鬼鬼、安心亞、安鈞燦、啾啾、林逸欣                                       |
| 701    | 5月22日 | 701集特別企劃!                                              |                                                                                |
| 702    | 5月29日 | 超激猜題大對抗/我愛小童星                                   | 小小彬、藍又時、NoNo、劉容嘉、白雲、戴愛玲、GiGi                               |
| 703    | 6月5日  | 誰是大騙子/120秒危機倒數                                    | 謝金燕、孫淑媚、小鐘、迅猛龍、瑤瑤、白白、左永寧、沈玉琳、寶咖咖、茵茵、林立雯 |

## 資料來源
- 中視綜藝台《我猜我猜我猜猜猜》播出帶。

## 外部連結
- 中視《我猜我猜我猜猜猜》官方網頁 （页面存档备份，存于）
- 中視《我猜我猜我猜猜猜》官方部落格 （页面存档备份，存于）